# الهيئة الوطنية لتحرير يوغوسلافيا
اللجنة الوطنية لتحرير يوغوسلافيا (بالصربوكرواتية: Nacionalni komitet oslobođenja Jugoslavije)‏، (بالسلوفينية: Nacionalni komite osvoboditve Jugoslavije)‏، كانت الهيئة التنفيذية المُؤقتة لدولة يوغوسلافيا الاشتراكية الديمقراطية التي أنشئت خلال الحرب العالمية الثانية  انتُخبت اللجنة من قبل مجلس التحرير الشعبي لمكافحة الفاشية في يوغسلافيا خلال دورته الثانية في أواخر نوفمبر 1943. وخلال الجلسة، قام المجلس بتعيين جوزيب بروز تيتو رئيسًا للوزراء في اللجنة الوطنية لتحرير يوغوسلافيا.